# Péplum

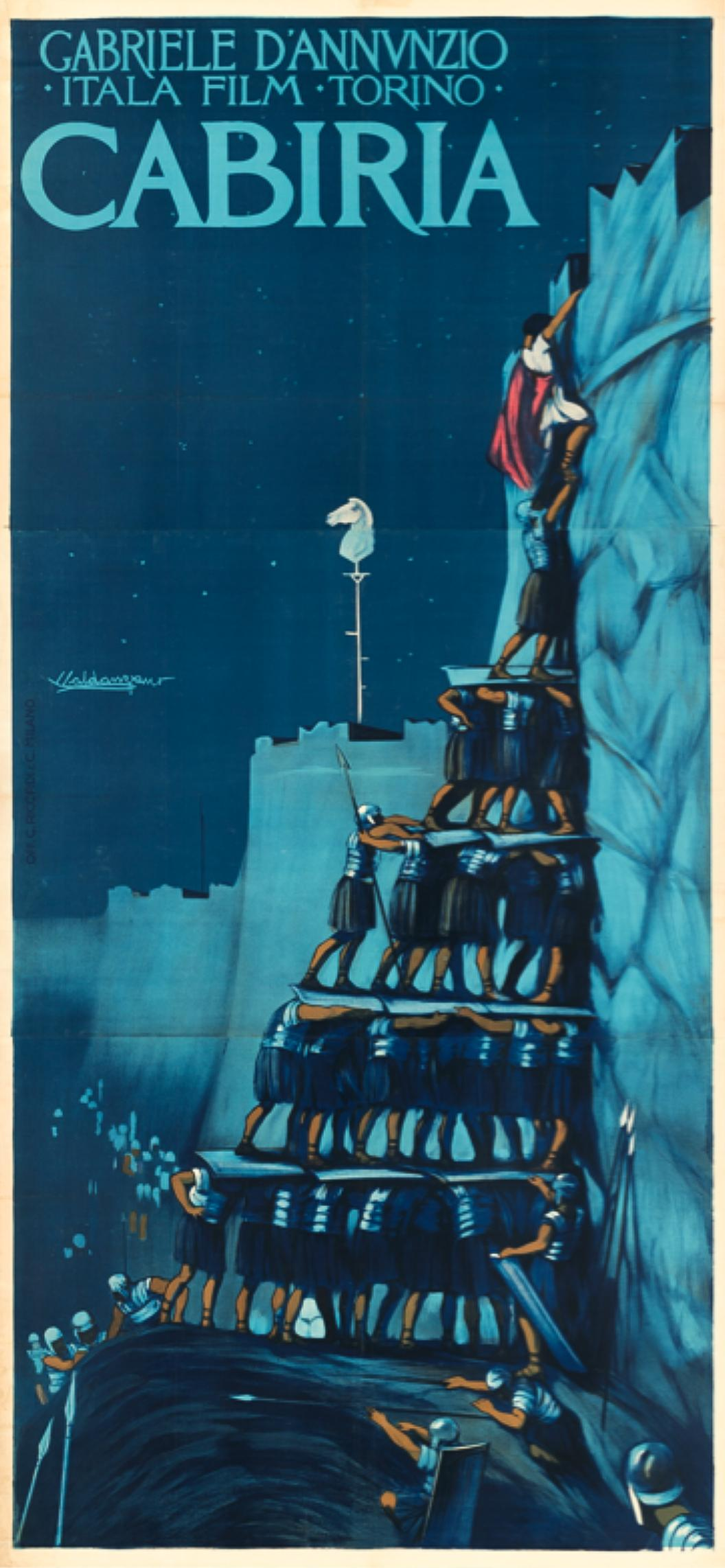
Cartel de Cabiria (1914), una de las primeras superproducciones del género.

El péplum (plural pepla), también conocido popularmente como espada y sandalia, es un género fílmico que comúnmente puede conceptualizarse como cine histórico de aventuras. Se trataba de películas, en su mayoría de origen italiano, de épica histórica, mitológica o bíblica, ambientadas en la Antigüedad, fundamentalmente grecorromana, o en el periodo medieval. Estas películas intentaban emular las películas históricas de gran presupuesto de Hollywood de la época, como Ben-Hur, Cleopatra, Quo Vadis, La túnica sagrada, Espartaco, Sansón y Dalila o Los diez mandamientos. En varios países, los clásicos de este género eran emitidos en televisión comúnmente durante la Semana Santa.  Estas películas dominaron la industria cinematográfica italiana entre 1958 y 1965, siendo finalmente sustituidas en 1965 por los spaghetti western y las películas de euroespionaje.
El término "péplum" (palabra latina que hace referencia a la prenda de vestir griega antigua peplo), fue introducido por críticos de cine franceses en la década de 1960. Los términos "péplum" y "espada y sandalia" eran utilizados de manera condescendiente por los críticos de cine. Posteriormente, fanes de estas películas los adoptaron, de forma similar a como se adoptaron los términos "spaghetti western" o "shoot-'em-ups". En sus versiones en inglés, las películas de péplum son diferenciadas de sus homólogas de Hollywood por el uso de un doblaje al inglés "torpe e inadecuado," que no es evidente en las versiones al castellano. Antonio Avati produjo y dirigió en 1977 un documental de 100 minutos sobre la historia del género péplum italiano, titulado Kolossal: i magnifici Maciste (también conocido como Kino Kolossal).
Películas épicas italianas ambientadas en la antigüedad que fueron producidas antes de la oleada de péplum de 1958 propiamente dicha, como Fabiola (1949) y Ulises (1954), se han denominado proto-péplum, mientras películas recientes ambientadas en esa época grecorromana y realizadas después de que la oleada de péplum terminara en 1965, se han denominado neo-péplum.

## Origen del término
El término fue acuñado por el crítico francés Jacques Siclier en el número de mayo de 1962 de la revista Cahiers du Cinéma, en un artículo titulado L'âge du péplum, usando metonímicamente el nombre de una prenda de vestuario muy frecuente en tales películas, el llamado peplo (del latín peplum, derivado del griego πεπλον), especie de túnica sin mangas abrochada al hombro.
Las temáticas antiguas no eran novedad en el cine, como lo muestran por ejemplo producciones como Cabiria o Intolerancia. Sin embargo, el género péplum propiamente dicho recién aparece hacia 1958 con la película Hércules. En esta, el papel de Hércules recayó en Steve Reeves, un ex Míster Universo que se transformó en uno de los iconos del género.

## Características

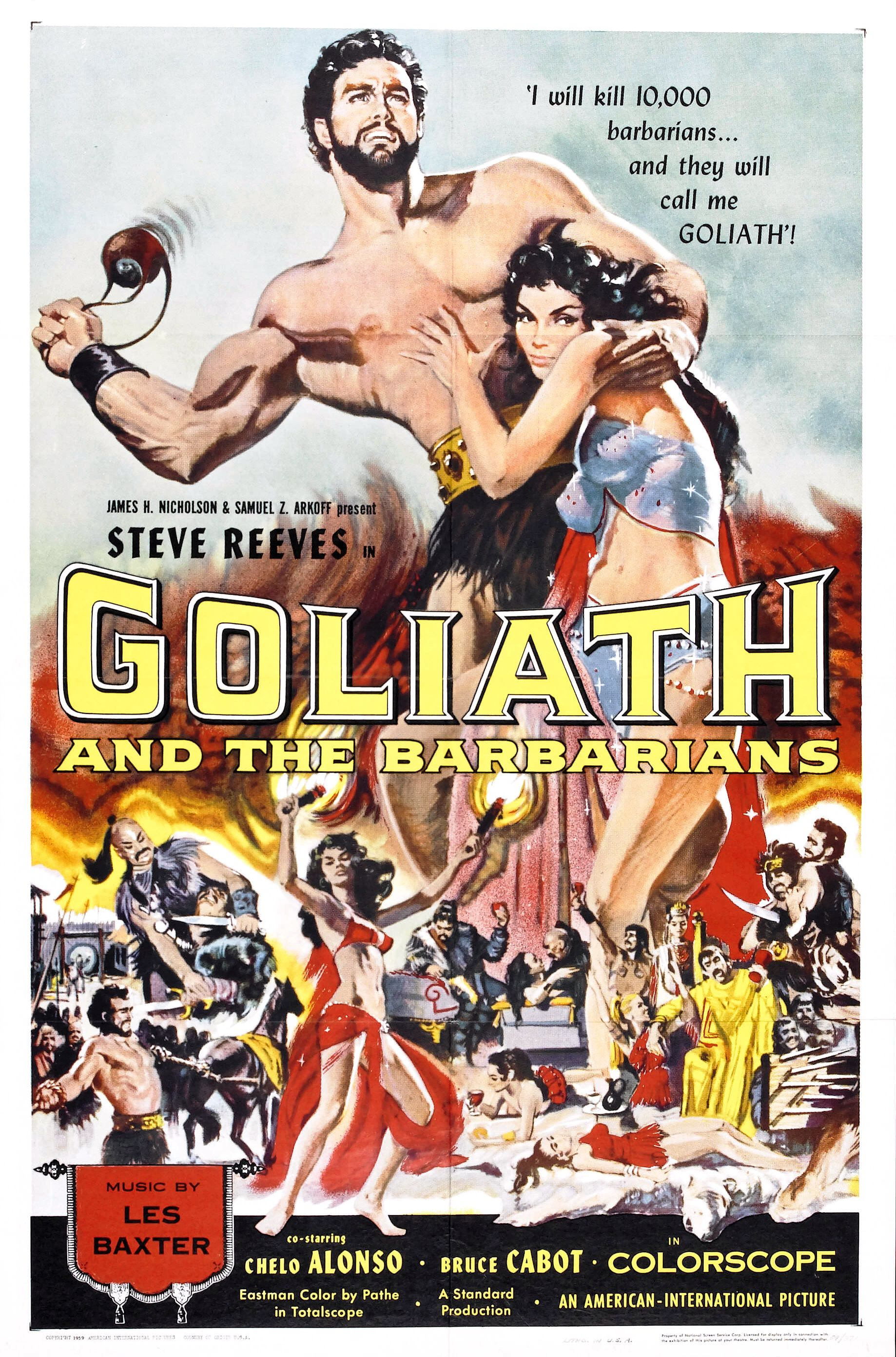
Póster publicitario de El terror de los bárbaros, de 1959, imagen que refleja las características del péplum.

El éxito del filme Hércules y de su segunda parte llamada Hércules encadenado o Hércules y la reina de Lidia (1959) llevó a la cinematografía italiana a montar una verdadera industria del péplum, que reciclaría una y otra vez los mismos escenarios y vestuarios para filmar una seguidilla de películas de entretenimiento masivo. 
Del mismo modo, marcó una serie de pautas que el resto de producciones seguiría de una manera más o menos literal, llegando en ocasiones a ser una sucesión de tópicos que homogeneizaban fuertemente el género, independientemente del héroe que las protagonizara o la historia que se estuviera contando.
Las películas de espada y sandalia son una clase específica de películas de aventuras italianas con temas ambientados en la antigüedad bíblica o clásica, a menudo con tramas basadas más o menos libremente en la historia grecorromana o en otras culturas relativamente contemporáneas de estas épocas, como la egipcia, asiria o la etrusca, así como en la época medieval. No todas las películas estaban basadas en la fantasía, y muchas de las tramas presentaban personajes históricos reales, como Julio César, Cleopatra o Aníbal, aunque se tomaban grandes libertades con los argumentos. Gladiadores y esclavos que se rebelaban contra gobernantes tiranos, piratas y espadachines aventureros también eran temas populares.
Tal y como Robert Rushing lo define, el péplum, "en su forma más estereotipada, [...] representa a héroes musculosos (culturistas profesionales, atletas, luchadores o actores musculosos) en la antigüedad mitológica, luchando contra monstruos fantásticos y salvando a hermosas mujeres escasamente vestidas. Más que ser fastuosas epopeyas ambientadas en el mundo clásico, son películas de bajo presupuesto que se centran en el extraordinario cuerpo del héroe." Así pues, la mayoría de las películas de espada y sandalia tenían como protagonista a un hombre de fuerza sobrehumana, como Hércules, Sansón, Goliat, Ursus o el mismísimo héroe popular italiano Maciste. Además, las tramas solían incluir a dos mujeres que se disputaban el afecto del héroe culturista: la enamorada buena (una damisela en apuros que necesita ser rescatada), y una malvada reina femme fatale que pretendía dominar al héroe.
Además, las películas solían incluir a un gobernante ambicioso que ascendía al trono asesinando a quienes se interponían en su camino, y a quien a menudo solo el fornido héroe podía deponer. Así, Maria Elena D'Amelio describe como el objetivo a menudo político del héroe el de: "restaurar un soberano legítimo contra un dictador malvado".
Muchas de las películas de péplum involucraban un enfrentamiento entre dos poblaciones, una civilizada y otra bárbara, que solía incluir una escena de un pueblo o ciudad incendiada por los invasores. Por su contenido musical, la mayoría de las películas contenían una colorida secuencia de bailarinas, con el objeto de subrayar la decadencia pagana.
- El hilo argumental se limita a ser el de un gobernante sin moral ni escrúpulos que tiene subyugada a la población y al que el héroe se ha de enfrentar. Generalmente, el héroe solitario llega a la población que está siendo sometida y tras comprobar las penurias de sus pobladores, se compromete a liberarles. El pérfido gobernante trata de acabar con él durante todo el desarrollo de la película, pero termina siendo asesinado por el protagonista, generalmente en la batalla culmen. En esta contienda final, el pueblo se ha rebelado contra su dictador y ayuda al héroe en su cometido.

- Las aventuras del héroe se tejen en torno a una trama de intrigas palaciegas urdidas por el villano.

- Radicalización moral: El héroe es de una bondad impoluta y el villano es de una maldad irredimible. No existe ningún tipo de aristas en la moral de ambos personajes.

- El papel del héroe se reserva a culturistas sin más dotes interpretativas exigibles. Por el contrario, grandes actores han encarnado el papel de villano, como Fernando Rey, John Drew Barrymore o Christopher Lee.

- El héroe no precisa de nada que no sea su propia fuerza física o habilidad de lucha para salir victorioso. El uso de la razón, la inteligencia o la astucia está únicamente asociado con los villanos.

- Los personajes femeninos se limitan al de la chica buena y la chica mala. Como curiosidad, la mayoría de las veces es rubia la primera y morena la segunda. Algunas actrices que brillarían en estos papeles son Chelo Alonso, Gianna Maria Canale, Moira Orfei, Liana Orfei, Wandisa Guida o Sylva Koscina.

- Completa perversión de la realidad histórica o mitológica, que no es más que un pretexto en vez de un contexto.

- Escenarios y vestuario sin ninguna relación artística o histórica con la época que retratan. No es raro encontrar escenografías minoicas dando cobertura a guerreros griegos ataviados como legionarios romanos. Por otra parte, el vestuario de los protagonistas busca sencillamente el lucimiento carnal de los mismos, por lo que se recurre sistemáticamente a la mínima expresión en peplos, minifaldas y transparencias.

- Generalmente incluyen una escena de lucha con animales, una escena de danza de bellas mujeres y una batalla multitudinaria.

- Varias veces sucedía una catástrofe de grandes dimensiones, provocada, ya fuera por la Naturaleza o por "castigo divino".

## Precursoras de la oleada de cine de espada y sandalia (antes de 1958)

### Películas italianas de la época de cine mudo
Cineastas italianos allanaron el camino para el género del péplum con algunas de las primeras películas mudas que trataron sobre los mismos temas, como las siguientes:
- El saqueo de Roma (1905)
- Agripina (1911)
- La caída de Troya ( La caduta di Troia, 1911)
- La reina de Nínive (1911, dirigida por Luigi Maggi)
- Brutus (1911)
- Quo Vadis  (1913, dirigida por Enrico Guazzoni)
- Antonio y Cleopatra (1913)
- Cabiria (1914, dirigida por Giovanni Pastrone)
- Julio César (1914)
- Safo (1918, dirigida por Antonio Molinari)
- Jerusalén Liberada (1918 dirigida por Enrico Guazzoni)
- Fabiola (1918) dirigida por Enrico Guazzoni
- Atila (1919, dirigida por F. Mari)
- Venere (Venus, 1919, dirigida por Antonio Molinari)
- El misterio de Osiris (1919) dirigida por Antonio Molinari
- Juliano el apóstata (1919, dirigida por Ugo Falena)
- Judit y Holofernes (1920) dirigida por Antonio Molinari
- El saqueo de Roma, (1920) dirigida por Enrico Guazzoni
- Mesalina, (1924) dirigida por Enrico Guazzoni
- Los últimos días de Pompeya (1926) dirigida por Carmine Gallone y Amleto Palermi)[18]

### Las películas mudas de Maciste (1914–1927)
La película muda italiana Cabiria, de 1914, fue una de las primeras películas ambientadas en la antigüedad en las que se utilizó un personaje muy musculoso, Maciste (interpretado por el actor Bartolomeo Pagano), que sirvió en esta primer película como compañero servil del héroe. Sin embargo, Maciste se convirtió en el personaje favorito del público en la película, y Pagano fue llamado muchas veces para repetir el papel. El personaje de Maciste apareció en al menos dos docenas de películas mudas italianas entre 1914 y 1926, todas ellas con un protagonista llamado Maciste, si bien las películas estaban ambientadas en diferentes épocas y lugares geográficos.
A continuación se ofrece una lista completa de las películas mudas de Maciste en orden cronológico:
- Cabiria (1914) introdujo el personaje de Maciste
- Maciste (1915) o "El maravilloso Maciste"
- Maciste bersagliere ("Maciste el fusilero", 1916)
- Maciste alpino (1916)
- Maciste atleta (1917)
- Maciste medium ("Maciste el médium", 1917)
- Maciste poliziotto ("Maciste el detective", 1917)
- Maciste turista (1917)
- Maciste sonnambulo (1918)
- La Rivincita di Maciste ("La revancha de Maciste", 1919)
- Il Testamento di Maciste (1919)
- Il Viaggio di Maciste ("El viaje de Maciste", 1919)
- Maciste I (1919)
- Maciste contro la morte (1919)
- Maciste innamorato (1919)
- Maciste in vacanza ("Maciste de vacaciones", 1920)
- Maciste salvato dalle acque ("Maciste salvado de las aguas", 1920)
- Maciste e la figlia del re della plata ("Maciste y la hija del rey de la plata", 1922)
- Maciste und die Japanerin ("Maciste y los japoneses", 1922)
- Maciste contro Maciste (1923)
- Maciste und die chinesische truhe ("Maciste y el baúl chino", 1923)
- Maciste e il nipote di America ("Maciste y el sobrino americano", 1924)
- Maciste imperatore (1924)
- Maciste contro lo sceicco ("Maciste contra el jeque", 1925)
- Maciste all'inferno ("Maciste en el infierno", 1925)
- Maciste nella gabbia dei leoni ("Maciste en la guarida de los leones", 1926)
- il Gigante delle Dolemite ("El gigante de las dolomitas", lanzada en 1927)

### Épicas históricas fascistas italianas y de posguerra (1937-1956)
La industria cinematográfica italiana estrenó varias películas históricas a principios de la era sonora, como la película de gran presupuesto Scipione l'Africano (Escipión el Africano) de 1937. En 1949, la industria cinematográfica italiana de la posguerra rehízo Fabiola (que ya había sido filmada dos veces en la época del cine mudo), una coproducción italo-francesa como las siguientes películas Los últimos días de Pompeya (1950) y Mesalina (1951).
Durante la década de 1950, se estrenaron varias películas épicas históricas estadounidenses rodadas en Italia. En 1951, el productor de la MGM Sam Zimbalist aprovechó inteligentemente los menores costos de producción, el uso de fondos congelados y la experiencia de la industria cinematográfica italiana para rodar en Roma la epopeya en tecnicolor a gran escala Quo Vadis. Además de su relato ficticio que vinculaba el Gran Incendio de Roma, la persecución de los cristianos en el Imperio Romano y el emperador Nerón, la película -que seguía la novela "Quo vadis" del escritor polaco Henryk Sienkiewicz- contaba también con un poderoso protagonista llamado Ursus (los cineastas italianos realizaron posteriormente varias pepla en los años 60 explotando el personaje de Ursus). La MGM también planeó ya en 1952 que el rodaje de Ben Hur se hiciera en Italia.
Espartaco, de Riccardo Freda, se rodó en 1953 y fue estrenada por la RKO al año siguiente. A diferencia de Quo Vadis, no hubo actores ni equipo de producción estadounidenses. La película Atila con Anthony Quinn (dirigida por Pietro Francisci en 1954), la epopeya Ulises de Kirk Douglas (codirigida por un Mario Bava sin créditos en 1954) y Helena de Troya (dirigida por Robert Wise con Sergio Leone como director de segunda unidad sin créditos en 1955) fueron las primeras de las grandes películas de péplum de la década de 1950. Riccardo Freda dirigió otro péplum, Teodora, imperatrice di Bisanzi en 1954, protagonizado por su esposa Gianna Maria Canale. Howard Hawks dirigió su Tierra de faraones (protagonizada por Joan Collins) en Italia y Egipto en 1955. Robert Rossen realizó su película Alejandro Magno en Egipto en 1956, con una partitura del famoso compositor italiano Mario Nascimbene.

## La época dorada de los péplums (1958-1965)
Para aprovechar el éxito de la película Ulises de Kirk Douglas, Pietro Francisci planeó hacer una película sobre Hércules, pero buscó sin éxito durante años un actor físicamente convincente y con experiencia. Su hija vio al culturista estadounidense Steve Reeves en la película estadounidense Athena (1954, de Richard Thorpe) y lo contrató para interpretar a Hércules en 1957, cuando se rodó la película. (Reeves cobró 10.000 dólares por protagonizar la película).
La principal ventaja del género era su gran capacidad de penetración en los mercados de todo el mundo. El crecimiento instantáneo del género comenzó con el estreno en los cines estadounidenses de Hércules en 1959. El productor estadounidense Joseph E. Levine adquirió los derechos de distribución en Estados Unidos por $120.000 dólares, gastó un millón de dólares en la promoción de la película y obtuvo más de 5 millones de dólares de beneficios. A partir de ese momento, el péplum se convirtió en el género comercial más popular en todo el mundo. Este éxito dio lugar a la secuela de 1959 de Steve Reeves, Hércules encadenado, al reestreno en 1959 de Sansón y Dalila (1949) de Cecil B. DeMille, y a docenas de imitaciones que siguieron su estela. Cineastas italianos resucitaron al personaje de Maciste de los años 20 en una nueva serie de películas sonoras de los años 60 (1960-1964), a las que siguieron rápidamente Ursus, Sansón, Goliat y otros héroes musculosos y de gran fuerza. En poco tiempo se multiplicaron las películas sobre la antigüedad, dispuestas a alejarse del mito y acercarse a la fantasía cada vez con menos reparos.
El éxito en el extranjero de estos filmes se ve potenciado por la tendencia contemporánea hollywoodense a rodar grandes películas épicas para competir con la televisión por vía de incrementar la espectacularidad de los filmes; es la misma época de Doctor Zhivago, Lawrence de Arabia, El Cid, Genghis Khan, e incluso productos bastante cercanos al péplum, como es el caso de Ben-Hur, La túnica sagrada, Quo Vadis?, Los diez mandamientos, Cleopatra, Espartaco y La caída del Imperio Romano. Sin embargo, estas aproximaciones colosalistas al cine "de romanos" se distancian bastante del espíritu más simple de los filmes auténticamente péplum. La crítica estadounidense acuñará para estos últimos el irónico mote de muscleman epic.
Casi todas las películas de péplum de este periodo contaron con estrellas culturistas, siendo los más populares Steve Reeves, Reg Park y Gordon Scott. Algunas de estas estrellas, como Mickey Hargitay, Reg Lewis, Mark Forest, Gordon Mitchell y Dan Vadis, habían protagonizado en las giras escénicas itinerantes de Mae West en los Estados Unidos en la década de 1950. Los culturistas de origen italiano, por su parte, habrían de adoptar seudónimos ingleses para la pantalla; por ejemplo, el doble de acción Sergio Ciani se convirtió en Alan Steel, y el ex gondolero Adriano Bellini adoptó el nombre de Kirk Morris.
El costo medio de cada película tendía a bajar, las situaciones narrativas a repetirse, pero a pesar de ello, el público demostró durante un tiempo apreciar estas historias. El hecho de utilizar el mismo vestuario, los mismos decorados, los mismos personajes y las mismas escenas de batalla se convirtió en un rasgo distintivo del género. En realidad, los exteriores se rodaron en las mismas localizaciones (como la playa de Lavinio, al sur de Roma, y los bosques de Manziana, también en el Lacio), mientras que los interiores utilizaron a menudo el mismo templo y el mismo pueblo reconstruido en las fábricas de De Paolis. Con el paso de los años, incluso se dieron casos de secuencias recicladas de una película a otra: esto ocurrió sobre todo en escenas de masas, en tanto las reconstrucciones, a pesar de su bajo costo, no podían rehacerse para cada película. En particular, la batalla final de Aníbal (1959), de Carlo Ludovico Bragaglia, y el desfile del ejército en Costantino il Grande (In hoc signo vinces), de 1961, de Lionello De Felice, aparecieron repetidamente en otras películas, y lo mismo ocurrió con algunas escenas de gladiadores rodadas por Freda para la película Solo contro Roma (1962), dirigida por Herbert Wise.
Ciertamente, muchas de las películas gozaron de gran popularidad entre el público en general, y tenían valores de producción típicos del cine popular de su época. Algunas películas incluían la reutilización frecuente de los impresionantes decorados cinematográficos que habían sido creados para Ben-Hur y Cleopatra.
En referencia al libre uso que hace el género de la mitología antigua y otras influencias, el director italiano Vittorio Cottafavi, que dirigió varias películas de péplum, utilizó el término "neomitologismo".
Hubo muchas pepla italianos de los años 50 y 60 que no tenían como protagonista a un superhéroe importante (como Hércules, Maciste o Sansón), por lo que entran en una especie de categoría miscelánea. Muchas eran del tipo capa y espada aunque a menudo se centraban personajes conocidos como Alí Babá, Julio César, Ulises, Cleopatra, los Tres Mosqueteros, el Zorro, Teseo, Perseo, Aquiles, Robin Hood y Sandokán. Las primeras películas italianas de este tipo con verdadero éxito fueron Aquila nera (Águila Negra, 1946) y Fabiola (1949). Así mismo, Inspirados por el éxito de Espartaco, hubo una serie de pepla italianos que hacían mucho hincapié en la arena de gladiadores en sus tramas, convirtiéndose casi en un subgénero de péplum en sí mismo. Un grupo de superhombres conocido como "Los diez gladiadores" apareció en una trilogía, las tres películas protagonizadas por Dan Vadis.

## Fin de la época dorada
La excesiva reiteración de argumentos y la evidente pobreza de medios de los filmes péplums terminaron por extenderle la partida de defunción. Tan bruscamente como había llegado, el peplum desapareció productivamente a mediados de la década de 1960. Así, en 1964 se rueda la que se considera la última película de la hornada péplum: Combate de gigantes, de Giorgio Capitani, película de la cual más de la mitad de su duración consistió en escenas recicladas, y que reunía a los grandes héroes del género —Hércules, Sansón, Maciste y Ursus— en una misma película. Combate de gigantes se considera una especie de lápida para el género, que en 1965 desapareció definitivamente, suplantado en el gusto del público por los spaghetti western y las películas de euroespionaje. Sin embargo, las películas "de romanos" de bajo presupuesto seguirían rodándose incluso hasta comienzos de la década de 1980. 
Las películas de péplum fueron, y siguen siendo, ridiculizadas a menudo por su bajo presupuesto y su mal doblaje a otros idiomas, como el inglés. Las tramas artificiosas, los diálogos mal doblados, las habilidades actorales novatas de los protagonistas culturistas y los primitivos efectos especiales, a menudo inadecuados para representar a las criaturas mitológicas en la pantalla, se mezclaron para dar a estas películas un cierto atractivo camp. En la década de los 90, varias de ellas fueron objeto de parodias y sátiras en la serie cómica estadounidense Mystery Science Theater 3000.
Aun así, la influencia del péplum en el cine popular ha sido bastante importante. Aunque el péplum fue sepultado por la aparición del spaghetti western, este nuevo género cinematográfico tomó varios elementos del péplum, incluyendo el protagonista errante que viaja de lugar en lugar, librando en cada pueblo una batalla contra la opresión. 
El género sigue siendo popular también como objeto de estudio, como lo demuestra la amplia bibliografía, sobre todo francesa, que ve en este género la forma última de cine popular simple e ingenuo, destinado a ser arrasado primero por la afirmación del nuevo cine de los años 60 y luego por el regreso de las carísimas superproducciones de Hollywood basadas en costosos efectos especiales. A principios de los años 60, un grupo de críticos franceses, que escribían sobre todo para Cahiers du cinéma, como Luc Moullet, empezaron a celebrar el género y a algunos de sus directores, como Vittorio Cottafavi, Riccardo Freda, Mario Bava, Pietro Francisci, Duccio Tessari y Sergio Leone. No solo los directores, sino también algunos de los guionistas, a menudo en equipo, trabajaron para ir más allá de la estructura argumental típicamente formulista e incluir una mezcla de "fragmentos de lecturas filosóficas y retazos de psicoanálisis, reflexiones sobre los mayores sistemas políticos, el destino del mundo y la humanidad, nociones fatalistas de aceptación de la voluntad del destino y de los dioses, la creencia antropocéntrica en los poderes del físico humano y brillantes síntesis de tratados militares".
El género también contribuyó al crecimiento del culto y la colección de películas por parte de cinéfilos y entusiastas, así como a retrospectivas y homenajes que son organizados periódicamente en festivales y filmotecas. Intentos de resucitar el género a nivel productivo han resultado infructuosos: el ejemplo más conocido es Hércules (1983), de Luigi Cozzi, que unía a viejas glorias del género con el nuevo culturista Lou Ferrigno sin lograr, sin embargo, ningún éxito comercial. También es de destacar el éxito en plenos noventa de películas como La Odisea, o las series de televisión Hércules: Sus viajes legendarios y Xena: la princesa guerrera, que en el fondo eran reediciones de las antiguas películas péplums, con efectos especiales modernos y tramas algo más remozadas.

## Principales péplums
Ordenadas de acuerdo al año de su producción y del lugar de ambientación.

### Antiguo Testamento
- 1923	Los diez mandamientos (primera versión de Cecil B. De Mille).
- 1949 Sansón y Dalila de Cecil B. De Mille con Victor Mature y Hedy Lamarr. Narra la historia del famoso juez de Israel.
- 1951 David y Betsabé de Henry King con Gregory Peck y Susan Hayward.
- 1956 Los diez mandamientos (segunda versión de Cecil B. De Mille) con Charlton Heston, Yul Brynner, Yvonne De Carlo, Anne Baxter.
- 1959 Salomón y la reina de Saba de King Vidor con Yul Brynner y Gina Lollobrigida.
- 1959 Judith y Holofernes (película) o Head of a Tyrant dirigida por Fernando Cerchio con Isabelle Corey y Massimo Girotti.[28]
- 1960 La historia de Rut de Henry Koster con Elana Eden y Stuart Witman. Basada en el Libro de Rut.
- 1960 La historia de David  de Bob McNaguth con Jeff Chandler, Basil Sydney, Peter Arne.
- 1960 David y Goliat de Ferdinando Baldi con Orson Welles.[29]
- 1960 Ester y el rey de Raoul Walsh con Joan Collins, Richard Egan y Denis O'Dea.
- 1962 El Viejo Testamento o Los Macabeos, de Gianfranco Parolini.[30]
- 1962  José y sus hermanos (o Traidores a su sangre), dirigida por Luciano Ricci, con Geoffrey Horne, Robert Morley y Terence Hill.
- 1962 Sodoma y Gomorra de Robert Aldrich con Stewart Granger, Pier Angeli, Stanley Baker, Rossana Podestà.
- 1963 Jacob, el hombre que luchó con Dios  dirigida por Marcello Baldi con Giorgio Cerioni .
- 1965 Los jueces de la Biblia (Gedeón y Sansón)  dirección de Francisco Pérez-Dolz y Marcello Baldi.
- 1966 La Biblia de John Huston con Ava Gardner, George C. Scott, Richard Harris. Narra desde la Creación a la historia de Abraham.

### Mesopotamia
- 1954 Semiramis Esclava y Reina (Cortigiana di Babilonia)(The Queen of Babylon) de Carlo Ludovico Bragaglia con Rhonda Fleming, Ricardo Montalban.[31]
- 1955 El Hijo Pródigo de Richard Thorpe con Lana Turner y Edmund Purdom.[32]
- 1962 7 rayos sobre Babilonia (Le sette folgori di Assur )(War Gods of Babylon) de Silvio Amadio  con Howard Duff, Jocelyn Lane[33][34]
- 1962 El sacrificio de las esclavas (L'eroe di Babilonia) de Siro Marcellini con Gordon Scott, Geneviève Grad[35]
- 1963 Duelo de reyes (Io Semiramide ) de Primo Zeglio con Yvonne Furneaux, John Ericson[36]

### Egipto
- 1934	Cleopatra de Cecil B. De Mille Claudette Colbert, Henry Wilcox, Warren Willman.
- 1945	César y Cleopatra de Gabriel Pascal con Vivian Leigh, Claude Rains, Stewart Granger.
- 1945	Sudán: La Reina del Nilo  del director John Rawlins con María Montez.[37]
- 1953	La serpiente del Nilo de William Castle con Rhonda Fleming y  William Lundigan.[38]
- 1953	Dos noches con Cleopatra de Mario Mattoli con Sophia Loren, Alberto Sordi, Ettore Manni.
- 1954	Sinuhé, el egipcio de Michael Curtiz con Edmund Purdom, Jean Simmons, Victor Mature. Basada en la novela de Mika Waltari.
- 1955	Tierra de faraones de Howard Hawks con Jack Hawkins y Dame Joan Collins.
- 1960	La legión de Cleopatra	de Vittorio Cottafavi con Linda Cristal, Ettore Manni, Georges Marchal.
- 1960	La mujer del faraón de Viktor Tourjansky y Giorgio Venturini con Linda Cristal, Pierre Brice, Armando Francioli.
- 1961	Nefertiti la reina del Nilo de Fernando Cerchio con Jeane Crain, Vincent Price, Edmund Purdom
- 1963	Cleopatra de Joseph L. Mankiewicz con Elizabeth Taylor, Richard Burton, Rex Harrison, Martin Landau.
- 1966 Faraón de Jerzy Kawalerowicz.

### Mitología griega
(no se incluyen las películas de Hércules ni las del ciclo troyano, que tiene su propio apartado)
- 1908 Oedipe roi de André Calmettes.
- 1954 Ulises de Mario Camerini.
- 1960 El monstruo de Creta de Silvio Amadio con Bob Mathis, Rossana Schiaffino, Alberto Lupo.
- 1962 Los Titanes de Duccio Tessari.
- 1962 Electra de Mihalis Kakogiannis.
- 1963 El valle de los hombres de piedra de Alberto de Martino con Richard Harrison.
- 1963 Jasón y los argonautas de Don Chaffey con Todd Armstrong, Nancy Kovack, Gary Raymond.
- 1969 Medea de Pier Paolo Pasolini.
- 1967 Edipo, el hijo de la fortuna de Pier Paolo Pasolini.
- 1981 Furia de titanes de Desmond Davis con Harry Hamlin, Judi Bowker.

### Grecia
- 1956 Alejandro el Grande de Robert Rossen con Richard Burton y Fredric March.
- 1959 La batalla de Maratón de Jacques Tourner con Steve Reeves.
- 1960 La batalla de Siracusa de Pietro Francisci con Rossano Brazzi, Tyna Lois, Sylva Koscina.
- 1961 El coloso de Rodas de Sergio Leone con Rory Calhoun, Lea Massari y Georges Marchal
- 1962 La destrucción de Corinto de Mario Costa con John Drew Barrymore, Jacques Sernas, Gordon Mitchell.
- 1962 Los 300 Espartanos de Rudolph Maté con Richard Egan y Ralph Richardson.

### Ciclo troyano
(las películas van desde la conquista de Troya por los griegos hasta la fundación de Roma)
- 1927 La vida privada de Helena de Troya de Sir Alexander Korda.
- 1956 Helena de Troya de Robert Wise con Rossana Podestà, Jacques Sernas, Brigitte Bardot, Stanley Baker.
- 1960 El rapto de las Sabinas de Alberto Gout con Lorena Velázquez, Tere Velázquez, Lex Johnson
- 1961 La guerra de Troya de Giorgio Ferrori	con Steve Reeves, John Drew Barrymore, Juliette Mayniel.
- 1961 Rómulo y Remo de Sergio Corbucci con Steven Reeves, Gordon Scott, Virna Lisi.
- 1962 La ira de Aquiles de Marino Girolami con Gordon Mitchell, Jacques Bergerac.
- 1962 La leyenda de Eneas de Giorgio Rivalta con Steve Reeves, Carla Marlier.

### Historia de Roma
(Monarquía etrusca, República romana e Imperio romano. Los reinados de Calígula y Nerón están representados en el apartado Paleocristiano).
- 1937 Escipión, el Africano de Carmine Gallone
- 1945 César y Cleopatra de Gabriel Pascal con Vivien Leigh, Claude Rains, Stewart Granger. Basada en la obra de G.B. Shaw
- 1950 Julio César de David Bradley con Harold Tasker, Charlton Heston.
- 1951 Messalina de Carmine Gallone con Maria Félix, George Marchal, Meno Bennasi.
- 1953 Julio César de Joseph L. Mankiewicz con Marlon Brando, James Mason, John Gielgud, Louis Calhern.
- 1953 Teodora de Ricardo Freda
- 1953 Espartaco de Ricardo Freda con Massimo Girotti, Ludmila Tcherina
- 1954 Atila de Pietro Francisci con Anthony Quinn, Sophia Loren, Henri Vidal, Irene Papas, Ettore Manni
- 1954 Atila Rey de los Hunos de Douglas Sirk, con Jack Palance, Jeff Chandler, Rita Gran
- 1958 Herodes, el grande  , dirigido por Viktor Tourjansky. Con Edmund Purdom , Sylvia López.
- 1960 Espartaco de Stanley Kubrick con Kirk Douglas, Jean Simmons, Laurence Olivier, Charles Laughton, Tony Curtis.
- 1960 Cartago en llamas de Carmille Gallone con José Suárez, Anne Heywood, Pierre Brasseur
- 1960 Aníbal de Edgar G. Ulmer con Victor Mature, Rita Gam, Terence Hill
- 1961 La espada del vencedor de Ferdinando Baldi y Terence Young con Alan Ladd, Robert Keith.
- 1962 Julio César el conquistador de la Galia de Tanio Boccia con Cameron Mitchell, Rik Batagglia
- 1962 Constantino el Grande de Lionello de Felice	con Cornel Wilde, Belinda Lee, Christine Kauffman, Massimo Serato.
- 1963 Héroe sin patria de Giorgio Ferroni con Gordon Scott, Alberto Lupo, Lilia Brigone
- 1964 La caída del Imperio Romano de Anthony Mann	con Stephen Boyd, Sofia Loren, Christopher Plummer.
- 1964 Brazo de Hierro de Giorgio Ferroni con Gordon Scott
- 1965 El incendio de Roma de Guido Malatesta con Lang Jeffries, Mario Feliciani, Maira Orfei
- 1967 La batalla de Germania, de  Ferdinando Baldi	con Hans von Borsody.
- 1969 La invasión de los bárbaros de Robert Siodmak con Laurence Harvey, Orson Welles, Sylva Koscina
- 1970 La muerte del Cesar de Stuart Burge con Charlton Heston, Jason Robards, Sir John Gielgud, Robert Vaught, Richard Chamberlain. Esta película y las dos anteriores basadas en la tragedia de Shakespeare.
- 1971 Escipión el Africano de Luigi Magni con Marcello Mastroianni, Silvana Mangano
- 1972	 Marco Antonio y Cleopatra con Hildegard Neil y Charlton Heston, donde este fue el director. Basada en la obra de Shakespeare.
- 1976 Yo, Claudio (miniserie)
- 1980 Los Cántabros de Paul Nashy
- 1981 Masada (miniserie) de Boris Sagal con Peter O'Toole como el general Lucio Flavio Silva

### Roma no histórica
(Ambientadas en el Imperio Romano, pero no narran hechos reales)
- 1962 El Gladiador de Roma de Mario Costa con Gordon Scott, Guía de Wandisa
- 1962 Los Titanes de Duccio Tessari, con Giuliano Gemma y Pedro Armendáriz.
- 1963 El hijo de Espartaco de Sergio Corbucci con Steve Reeves, Jacques Sernas.
- 1963 Los diez Gladiadores de Gianfranco Parolini con Roger Browne, Dan Vadis, Mirko Ellis
- 1964 La batalla de Roma de Ferdinando Baldi con Mark Damon, Scilla Gabel, Alberto Lupo.
- 1964 La venganza del gladiador de Luigi Capuano con Mickey Hargitay
- 1964 Esclavos VS Roma(Los esclavos más fuertes del mundo) de Michele Lupo, con Roger Browne, Mark Forest.[39]
- 1964 Los tres centuriones de Roberto Mauri y Georges Combret con Roger Browne, Mime Palmera, Mario Novelli
- 1964 La rebelión de los gladiadores de Vittoiro Cottafavi con Ettore Mani, Gian Maria Canale, Mara Cruz, Georges Marchal.
- 1964 El desafío de los gladiadores de Domenico Paolella con Rock Stevens y Walter Barnes.
- 1964 Espartaco y el triunfo de Los diez Gladiadores de Nick Nostro con Dan Vadis y Helga Line.[40]
- 1965 La venganza de Espartaco de Michele Lupo con Roger Browne, Scilla Gabel, Giacomo Rossi Stuart y Daniele Vargas
- 1965 El Desafío del Gladiador del director Domenico Paolella con Peter Lupus.[41]
- 1983 Los siete magníficos gladiadores de Bruno Mattei con Lou Ferrigno y Brad Harris

### Época paleocristiana
(para las producciones sobre Cristo véase: Jesús de Nazaret en el cine)
- 1932	El signo de la cruz de Cecil B. De Mille con Fredric March, Elissa Landi, Claudette Colbert, basada en la obra teatral de Wilson Barret
- 1949   Fabiola de Alessandro Blasseti con Michèle Morgan, Henri Vidal, basada en la novela de Nicholas Patrick Wiseman.
- 1951 Quo Vadis? de Mervyn LeRoy con Robert Taylor, Deborah Kerr, Sir Peter Ustinov
- 1952	Androcles y el león de Chester Erskine y Nicholas Ray con Victor Mature, Jean Simmons, Alan Young, basada en la obra teatral de G.B. Shaw.
- 1953	Salomé de William Dieterle, con Rita Hayworth y Stewart Granger.[42]
- 1954 El cáliz de plata de Victor Saville con Paul Newman, Virginia Mayo, Jack Palance. Basada en la novela de Thomas B. Costain.
- 1954 La túnica sagrada de Henry Koster con Richard Burton, Jean Simmons, Victor Mature. Basada en la novela La túnica de Lloyd C.Douglas.
- 1955 Demetrio y los Gladiadores de Delmer Davis con Victor Mature, Susan Hayward. Continuación de la película anterior.
- 1958 La espada y la cruz de Carlo Ludovico Bragaglia con Yvonne De Carlo y Jorge Mistral.[43]
- 1958 Ben-Hur de William Wyler con Charlton Heston, Stephen Boyd, Jack Hawkins. Basado en la novela de Lewis Wallace.
- 1959 El gran pescador de Frank Borzage con Howard Keel, John Saxon, Herbert Lom, basada en otra novela de Lloyd C.Douglas.
- 1960 La rebelión de los esclavos de Nunzio Malasomma con Rhonda Fleming, Lang Jeffries. Basada en la novela Fabiola de Nicholas Patrick Wiseman.
- 1961 Poncio Pilatos de Gian Paolo Callegari y Irving Rapper con Jean Marais y Jeanne Crain.
- 1962	Barrabás de Richard Fleischer con Anthony Quinn, Silvana Mangano. Basado en la novela de Pär Fabien Lagerkvist
- 1981 Pedro y Pablo (miniserie) de Robert Day con Robert Foxworth y Anthony Hopkins como los dos apóstoles
- De la famosa novela de Edward Bulwer Lytton, Los últimos días de Pompeya se han hecho varias producciones:
  - 1926, dirigida por Carmine Gallone y Amilto Palermi, con Victor Varconi y Reina de Liguoro como los principales intérpretes
  - 1935, dirigida por Ernest B. Schoedsack con Preston Foster, Alan Hale, Sr. y Basil Rathbone como principales intérpretes.
  - 1950, dirigida por Marcel L'Herbier y Paolo Moffa
  - 1959, dirigida por Mario Bonard y con Steve Reeves, Kristin Kauffman y Fernando Rey como principales intérpretes.
  - 1985, Los últimos días de Pompeya (serie de televisión), dirigida por Peter Hunt.

### Hércules, Ursus, Maciste y Goliat en el péplum clásico
Hércules:
- 1958 Hércules de Pietro Francisci con Steve Reeves, Sylva Koscina, Fabrizio Mioni
- 1959 Hércules y la reina de Lydia de Pietro Francisci con Steve Reeves, Sylva Koscina, Sylvia López, Primo Carnera
- 1960 Las aventuras de Hércules de Carlo Bergaglia con Mickey Hargitay, Jayne Mansfield
- 1960 La venganza de Hércules de Vittorio Cottafavi con Mark Forest, Broderick Crawford, Gaby Andre.
- 1961 Hércules en el centro de la Tierra de Mario Bava y Francesco Prosperi con Reg Park, Christopher Lee, Leonora Ruffo, Marisa Belli
- 1961 Hércules a la conquista de la Atlántida de Vittorio Cottafavi con Reg Park, Fay Spain, Ettore Manni.
- 1961 Maciste contra Hércules en el valle de Woe de Mario Mattoli con Frank Gordon, Kirk Morris
- 1962 Ulises contra Hércules de Mario Caiano con Mike Lane, Georges Marchal
- 1962 La furia de Hércules de Gianfranco Parolini con Brad Harris, Alan Steel
- 1963 Hércules contra Sansón de Pietro Francisci con Kirk Morris, Richard Lloyd, Liana Orfei, Enzo Cerusio
- 1963 Hércules contra los mongoles de Giorgio Ferroni con Gordon Scott, Alessandro Penaro
- 1963 Hércules el invencible de Álvaro Manconi y Lewis Mann con Dan Vadis, Spela Rozin
- 1964 El magnífico gladiador de Alfonso Brescia con Mark Forest.
- 1964 Hércules contra el tirano de Babilonia de Doménico Paolella con Rock Stevens, Helga Liné
- 1964 Hércules contra Roma de Piero Pierotti con Alan Steel
- 1964 Combate de gigantes de Giorgio Capitani con Alan Steel, Howard Ross, Nadir Baltimore, Yann Larvor.
- 1965 El desafío de los gigantes de Maurizio Luizidi con Reg Park.
- 1965 Hércules y la princesa de Troya de Albert Band con Gordon Scott, Paul Stevens, Mart Hulswit, Gordon Mitchell
- 1965 Los conquistadores de la Atlántida de Alfonso Brescia con Kirk Morris, Helen Chanel
- 1966 Hércules contra los hijos del sol de Osvaldo Civirini con Mark Forest, Giuliano Gemma.
- 1983 Hércules de Luigi Cozzi con Lou Ferrigno, Brad Harris, Rossana Podestà.
- 1985 Las aventuras del increíble Hércules de Luigi Cozzi con Lou Ferrigno y Mily Carlucci

Ursus:
- 1961 Ursus de Carlo Campogalliani con Ed Fury
- 1961 Ursus en el valle del león de Carlo Ludovico Baraglia con Ed Fury, Moira Orfei, Alberto Lupo
- 1961 La venganza de Ursus de Luigi Capuano con Samson Burke
- 1962 Ursus y la muchacha tártara de Remgio del Grosso con Joe Robinson
- 1963 Ursus en la tierra del fuego de Giorgio Simonelli con Ed Fury
- 1963 Ursus el gladiador rebelde de Domanico Paloella con Dan Vadis
- 1964 Ursus el terror de Kirghiz de Antonio Margheriti con Reg Park, Mirelli Granelli, Ettore Manni
- 1964 Los tres invencibles de Gianfraco Parolini con Alan Steel

Maciste:
- 1914 Cabiria de Giovanni Pastrone con Bartolomeo Pagano
- 1960 Maciste en el valle de los reyes de Carlo Campogiallani con Mark Forest
- 1961 Maciste el coloso de Antonio Leonviola con Gordon Mitchell
- 1961 Maciste el invencible de Antonio Leonviola con Mark Forest
- 1961 Puños de hierro de Sergio Corbucci y Giacomo Gentilomo con Gordon Scott
- 1961 Maciste en la corte del gran Khan de Riccardo Freda con Gordon Scott
- 1961 Maciste contra Hércules en el valle de Woe de Mario Mattoli con Kirk Morris, Frank Gordon
- 1961 El triunfo de Maciste de Tanio Boccia con Kirk Morris
- 1961 Maciste en la tierra de los cíclopes de Antonio Leonviola con Gordon Mitchell
- 1962 Maciste contra el Sheik de Domenico Paolella con Ed Fury
- 1962 Maciste contra el Monstruo de Guido Malatesta con Reg Lewis
- 1962 Maciste en el Infierno de Riccardo Freda con Kirk Morris
- 1962 Gigante contra los cazadores de cabeza de Guido Malatesta con Kirk Morris
- 1962 La furia de Maciste de Michele Lupo con Mark Forest
- 1963 Maciste contra los mongoles de Domenico Paloella con Mark Forest
- 1963 Maciste el héroe más grande del mundo de Michele Lupo con Mark Forest
- 1963 El Zorro contra Maciste de Umberto Lenzi con Alan Steel, Pierre Brice
- 1964 Maciste contra los fantasmas de Giacomo Gentilomo con Alan Steel
- 1964 Los invencibles hermanos Maciste de Roberto Mauri con Richard Lloyd y Mario Novelli
- 1964 Maciste en las minas del rey Salomón de Piero Regnolio con Reg Park
- 1964 Maciste en el infierno de Gengis Kham de Domenico Paolella con Mark Forest
- 1964 Maciste el gladiador de Esparta de Mario Caiano con Mark Forest
- 1964 Maciste en la corte del Zar de Tanio Boccia con Kirk Morris
- 1964 El Valle del Eco Tonante de Tanio Boccia con Kirk Morris, Rosalba Neri
- 1965 El vencedor de los Mayas de Guido Malatesta con Kirk Morris, Barbara Loy

Goliat:
- 1959 El terror de los bárbaros de Carlo Campogalliani con Steve Reeves y Chelo Alonso[44]
- 1961 Goliat contra los Gigantes de Guido Malatesta con Brad Harris, Gloria Milland y  Fernando Rey[45]
- 1963 Goliat y la Esclava Revelde de Mario Caiano con Gordon Scott, Ombretta Colli[46]
- 1965 Goliat en la Conquista de Bagdat(Damasco) de Domenico Paolella con Peter Lupus, Helga Liné[47]

## Péplum moderno
En el año 2000, el director Ridley Scott volvió a la gloria con su película Gladiator, cinta de alto presupuesto cuyo argumento está calcado de La caída del Imperio romano (1964). El éxito de este filme, y de El Señor de los Anillos, que pese a no ser un péplum sino fantasía heroica (ambas realizadas con efectos especiales por computadoras que requeriría un filme péplum real), reavivó el interés de los grandes estudios por el género. De este modo se rodaron nuevas películas y series de género dramático-histórico que han hecho resurgir, por así decirlo, un "péplum moderno". Estas realizaciones si bien, son en muchos aspectos una revisión del cine péplum, no comparten su esencia de ser producciones de bajo presupuesto, casi artesanales en muchos casos, y con historias sin un gran desarrollo. Entre los actores que destacan en estas nuevas producciones se puede citar al británico Gerard Butler.

### Películas
- 2000 Gladiator de Ridley Scott con Russell Crowe y Joaquín Phoenix
- 2001 Druidas de Jacques Dorfmann con Christopher Lambert, Klaus Maria Brandauer, Max Von Sydow, Inés Sastre
- 2002, El rey Escorpión de Chuck Russell
- 2003, Augustus: El primer emperador (TV) de Roger Young[51]
- 2004, La Pasión de Cristo de Mel Gibson
- 2004, El rey Arturo de Antoine Fuqua
- 2004, Troya de Wolfgang Petersen
- 2004, Alejandro Magno de Oliver Stone
- 2004, Jason and the Argonauts (TV) de Jean-Claude Bragard[52]
- 2005, San Pedro  protagonizada por Omar Sharif[53]
- 2005, Imperio (Producción televisiva) dirigida por Greg Yaitanes, John Gray y Kim Manners[54]
- 2007, La última legión de Doug Lefler[55]
- 2007, Su majestad Minor de Jean-Jacques Annaud
- 2007, 300 de Zack Snyder
- 2008, Odiseo y la Isla de la Niebla de Terry Ingram[56]
- 2009, Ágora de Alejandro Amenábar
- 2010, Furia de titanes de Louis Leterrier
- 2010, Centurión de Neil Marshall
- 2011, La Legión del Águila de Kevin Macdonald
- 2011, Inmortales de Tarsem Singh
- 2012, Ira de Titanes o Furia de Titanes 2 de Jonathan Liebesman
- 2013, Salomé
- 2014, 300: Rise of an Empire de Noam Murro
- 2014, Noé de Darren Aronofsky
- 2014, Pompeii (película) de Paul W. S. Anderson
- 2014, Hercules Reborn de Nick Lyon
- 2014, The Legend of Hercules de Renny Harlin
- 2014, Hércules de Brett Ratner
- 2014, Exodus: Gods and Kings de Ridley Scott con Christian Bale, Aaron Paul, Sir Ben Kingsley.
- 2016, Ben-Hur  de Timur Bekmambetov
- 2016, Dioses de Egipto  de Alex Proyas
- 2018, Pablo Apóstol de Cristo
- 2024, Gladiator 2 de Ridley Scott
- 2026,The Odyssey de Christopher Nolan.

### Series
- 2000 Jasón y los argonautas de Nick Willing.[57]
- 2001 Atila, rey de los hunos de Dick Lowry
- 2002 Julio César (miniserie de TV) de Uli Edel[58]
- 2002 Apocalipsis (TV) de Raffaele Mertes con Richard Harris.[59]
- 2004, Nerón (miniserie) (2004)[60]
- 2005-2007, Roma
- 2007, Hércules (miniserie TV de 2 partes, coproducción CAN-AUS-Reino Unido-Estados Unidos)
- 2007, Pompeya[61]
- 2007, Pompei[62]
- 2010, Ben-Hur (serie de TV) (2010)[63]
- 2010, Furia de titanes de Louis Leterrier.
- 2011, Inmortales de Tarsem Singh.
- 2011, Annibal el conquistador de Vin Diesel
- 2012, Wrath of the Titans de Jonathan Liesbeman.
- 2010-2012, Hispania, la leyenda
- 2010-2013, Spartacus
- 2012, Imperium  (serie de TV española)
- 2013, La Biblia
- 2014, Katherine of Alexandria de Michael Redwood con Peter O'Toole y Nicole Keniheart[64]